# Zdzisław Gierwatowski
Ksawery Zdzisław Gierwatowski (ur. 31 marca 1920 w Warszawie, zm. 12 maja 2005 tamże) – polski piłkarz i trener, mistrz Polski z 1946.

## Życiorys

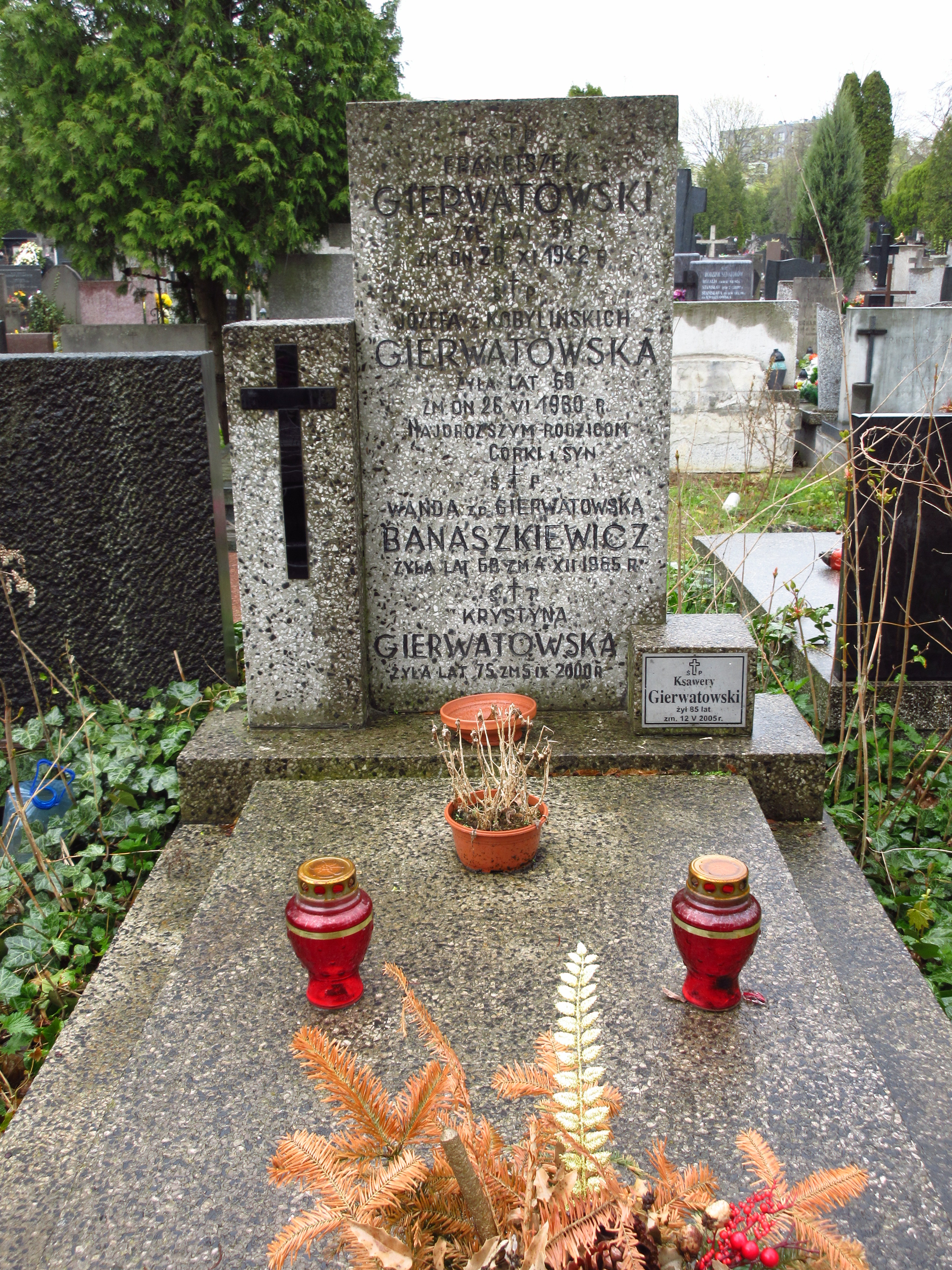
Grób Ksawerego Zdzisława Gierwatowskiego na cmentarzu Bródnowskim

Karierę sportową rozpoczął w Orkanie Warszawa, skąd trafił do warszawskiej Polonii. Z jej barwami związał swoją karierę (w latach 1938–1939 oraz 1945–1950). W lidze zagrał 39 razy, strzelając 6 bramek. Występował jako lewy obrońca, najczęściej u boku Władysława Szczepaniaka, legendy „Czarnych Koszul” i warszawskiego sportu. Uznawany za jednego z najlepszych ligowych obrońców w latach czterdziestych. Słusznej postury, słynął z twardej i nieustępliwej postawy na boisku. 
W czasie wojny brał udział w okupacyjnych mistrzostwach stolicy. Walczył w powstaniu warszawskim; wraz ze znaną aktorką Ireną Kwiatkowską był bohaterem brawurowej ucieczki z obozu pruszkowskiego. 
Po zakończeniu kariery piłkarskiej pozostał w klubie pracując jako trener. W 2000 przekazał symboliczną buławę mistrzowską kapitanowi drużyny Polonii Warszawa. Obok Jerzego Szularza był ostatnim żyjącym ze „złotej jedenastki” – pierwszych stołecznych mistrzów Polski. Zmarł w Warszawie, został pochowany w grobie rodzinnym na cmentarzu Bródnowskim (kwatera 87A-3-20).